# Sportinė Aviacija LAK-19
Die LAK-19 ist ein Segelflugzeug des litauischen Herstellers Sportinė aviacija ir Ko.
Die LAK-19 ist ein Hochleistungssegelflugzeug für die Standardklasse/18-Meter-Klasse.
Sie wurde aus der LAK-17a abgeleitet – die Klappen wurden in Neutralstellung eingefroren, der Rumpf-Flügelübergang wurde angepasst. Hinzu kamen Winglets für die 15 m-Version oder Ansteckflügel für 18 m Spannweite.

## Konstruktion
Die LAK-19 ist ein Mitteldecker in Faserverbundkunststoff-Bauweise mit einziehbarem Fahrwerk und Wasserballasttanks in den Flügeln. Sie ist zertifiziert nach JAR22-Kategorie „U“.
Der Rumpf besteht aus mit  Aramid-, Kohlenstoff- und Glasfasern verstärktem Kunststoff.
Die einzelne Tragfläche wiegt ca. 55 kg und hat ein LAP92-130/15 Profil, das bis zur Flächenspitze in ein LAP92-150/15 übergeht. Die LAK-19 hat automatische Ruderanschlüsse (ähnlich DG), ein mit der Haube hochklappbares Instrumentenbrett und ein gefedertes Fahrwerk, das allerdings nur optional mit hydraulisch betätigter Scheibenbremse geliefert wird. Das Wasserballastsystem fasst 180 L in den Flächen und 7 L im Hecktank. Für den Haubennotabwurf gibt es einen zentralen Haubenabwurfgriff über dem Instrumentenbrett.
Serienmäßig sind alle LAK-Segelflugzeuge mit einer PU-Lackierung versehen.

## Zulassungen
Die LAK-19 hat am 26. September 2003 die deutsche Musterzulassung und am 5. August 2004 die Musterzulassung der EASA erhalten (A.012 LAK-19). Bisher zugelassene Betriebsdauer: 3000 Stunden (EASA 6. November 2008). Herstellergarantie zwei Jahre oder 200 Flugstunden – je nachdem was zuerst eintritt.

## Technische Daten
| Kenngröße                | Daten (je nach Spannweite) | Daten (je nach Spannweite) |
| ------------------------ | -------------------------- | -------------------------- |
| Spannweite               | 15,00 m                    | 18 m                       |
| Flügelfläche             | 9,06 m²                    | 9,8 m²                     |
| Flügelstreckung          | 24,83                      | 33                         |
| Rumpflänge               | 6,53 m                     | 6,53 m                     |
| Höhe                     | 1,29 m                     | 1,29 m                     |
| Leermasse                | 220 kg                     | 226 kg                     |
| max. Startmasse          | 500                        | 500                        |
| Flächenbelastung         | 31,5–55,2 kg/m²            | 30,1–52,0 kg/m²            |
| Vmax in ruhiger Luft     | 275 km/h                   | 275 km/h                   |
| Vmax in turbulenter Luft | 215 km/h                   | 205 km/h                   |
| Geringstes Sinken        | 0,53 m/s                   | 0,48 m/s                   |
| Gleitzahl mit min. Bal.  | 44 bei 95 km/h             | 49 bei 95 km/h             |
| Gleitzahl mit max. Bal.  | 45 bei 115 km/h            | 50 bei 115 km/h            |
| g Limits ohne Ballast    | +7,2 g / −3,6 g            | +7,2 g / −3,6 g            |
| g Limits mit Ballast     | +5,3 g / −2,7 g            | +5,3 g / −2,7 g            |